# 洛佩雷克
洛佩雷克（法語：Lopérec，法語發音：[lɔpeʁɛk]）是法国菲尼斯泰尔省的一个市镇，属于沙托兰区。

## 地理
洛佩雷克（48°16'37"N, 4°2'53"W）面积39.49 平方千米，位于法国布列塔尼大區菲尼斯泰尔省，该省份为法国最西部的省份，位于布列塔尼半岛西部，北西南三面环大西洋，东临阿摩尔滨海省和莫尔比昂省。
与洛佩雷克接壤的市镇（或旧市镇、城区）包括：圣里沃阿尔、布拉斯帕尔、昂韦克、普莱邦、圣塞加勒、锡赞、蓬德比莱基梅尔。

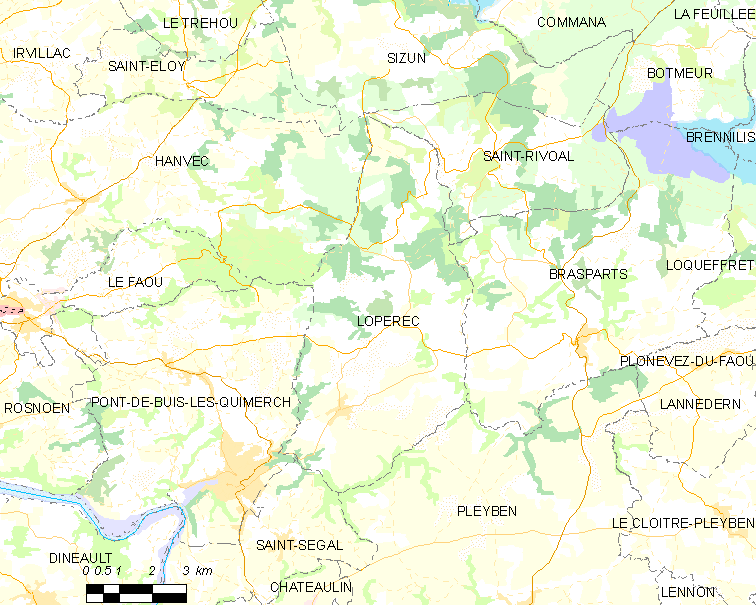
洛佩雷克的OSM定位图

洛佩雷克的时区为UTC+01:00、UTC+02:00（夏令时）。

## 行政
洛佩雷克的邮政编码为29590，INSEE市镇编码为29139。

## 政治
洛佩雷克所属的省级选区为卡赖普卢盖尔县。

## 人口

1962-2008年间洛佩雷克人口变化图示

洛佩雷克于2022年1月1日时的人口数量为832人。